# مسجد دويسبورغ

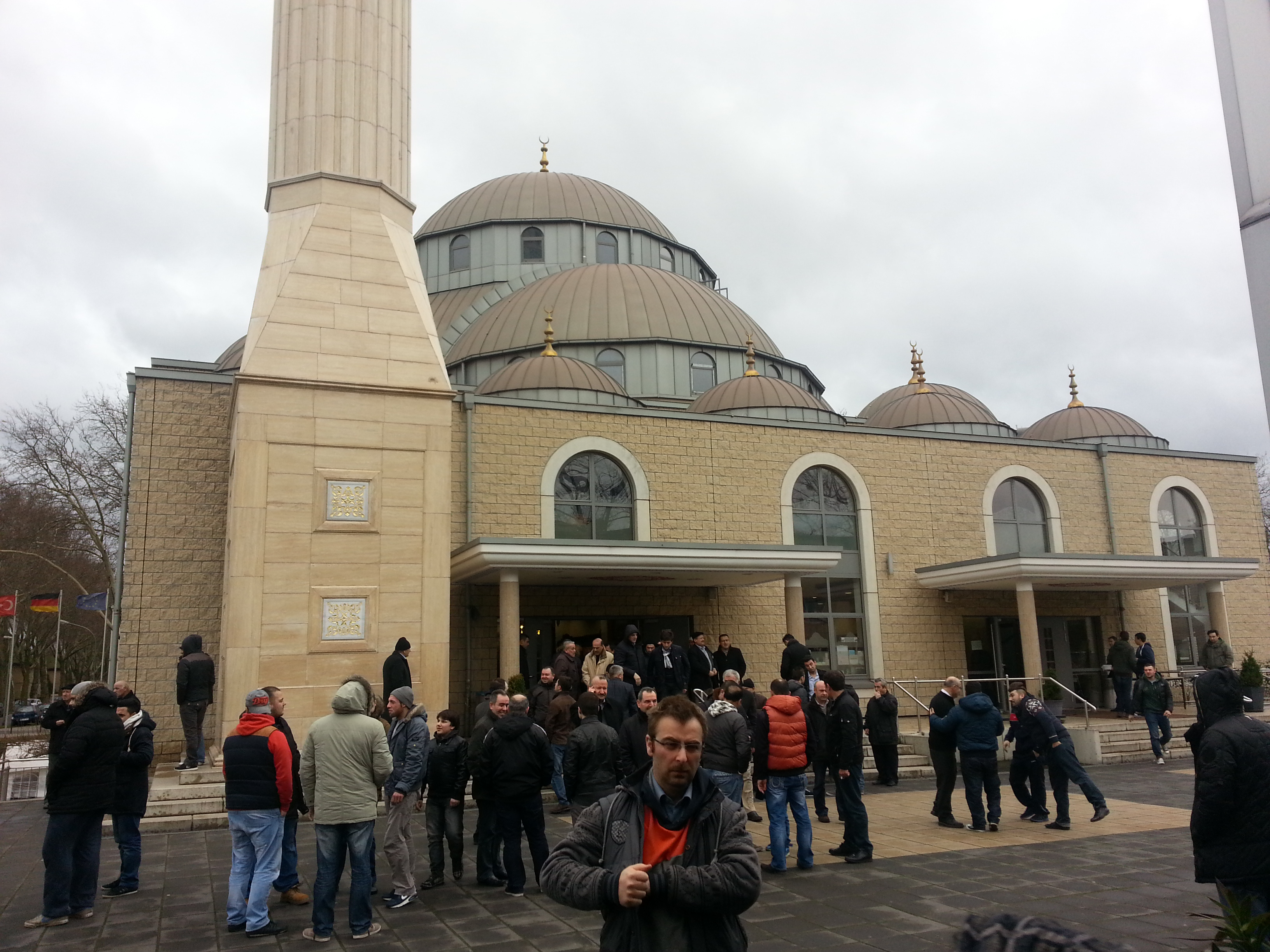
صلاة الجمعة 7 فبراير 2014

مسجد دويسبورغ هو أكبر مسجد في ألمانيا افتتح رسميا يوم الأحد 26 أكتوبر في مدينة دويسبورغ، بني بصورة مماثلة لجامع السلطان أحمد في إسطنبول. يستوعب ما يصل إلى 1,200 شخص، ارتفاع المئذنة 34 متر. الآن في ألمانيا ما يقارب 200 مسجدا، وأكثر من 2,500 أماكن للعبادة الإسلامية.

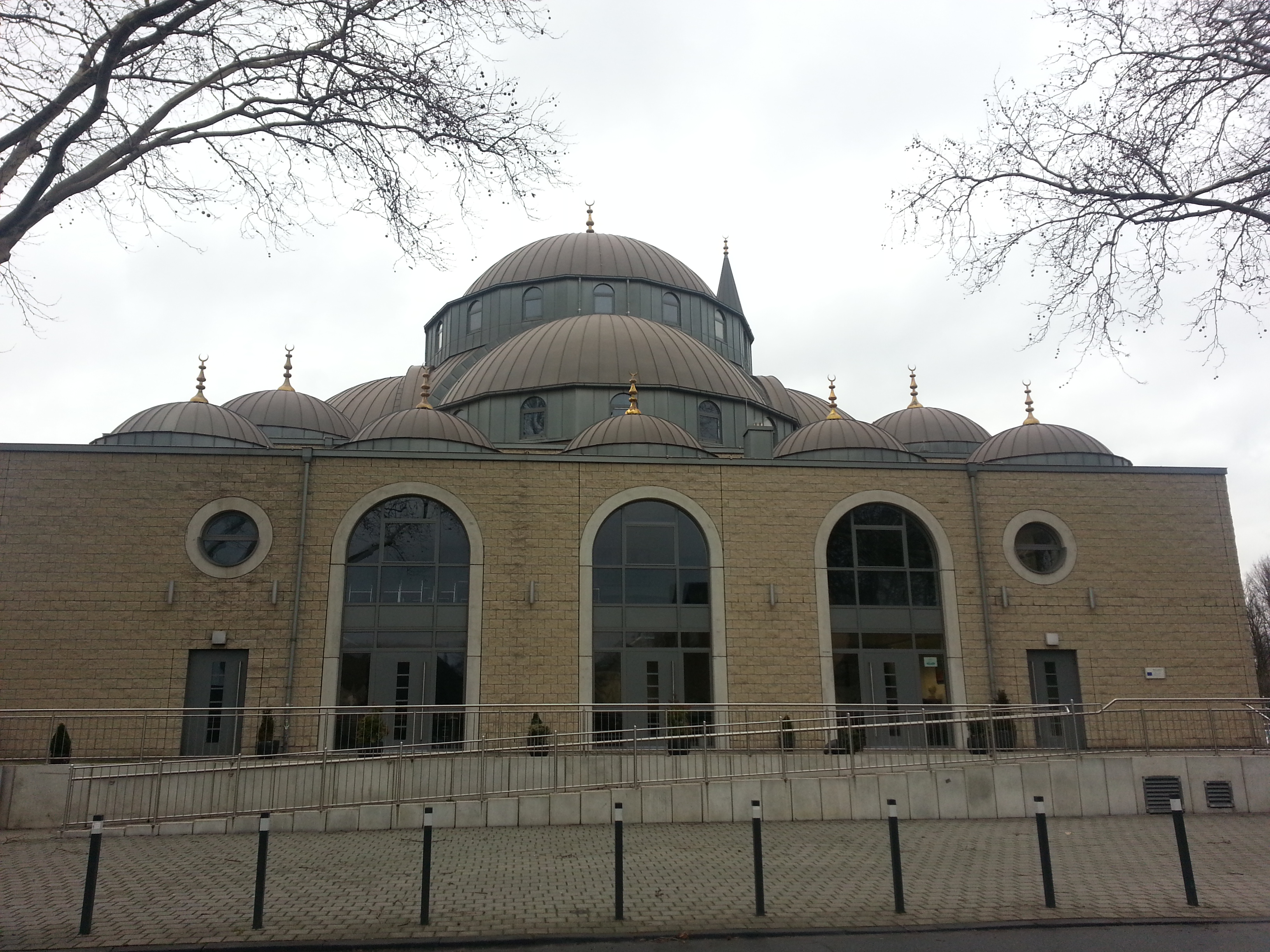
المسجد من الأمام

## وصلات خارجية
- Grand New Mosque Opens in Germany- 27 Oct ,2008